# 张子富
张子富（1915年—），山东莒县人，中华人民共和国政治人物。
担任抚顺露天煤矿工，后任组长、队长，矿工会主席。1954年，当选第一届全国人民代表大会代表。